# Oxazolidindiona

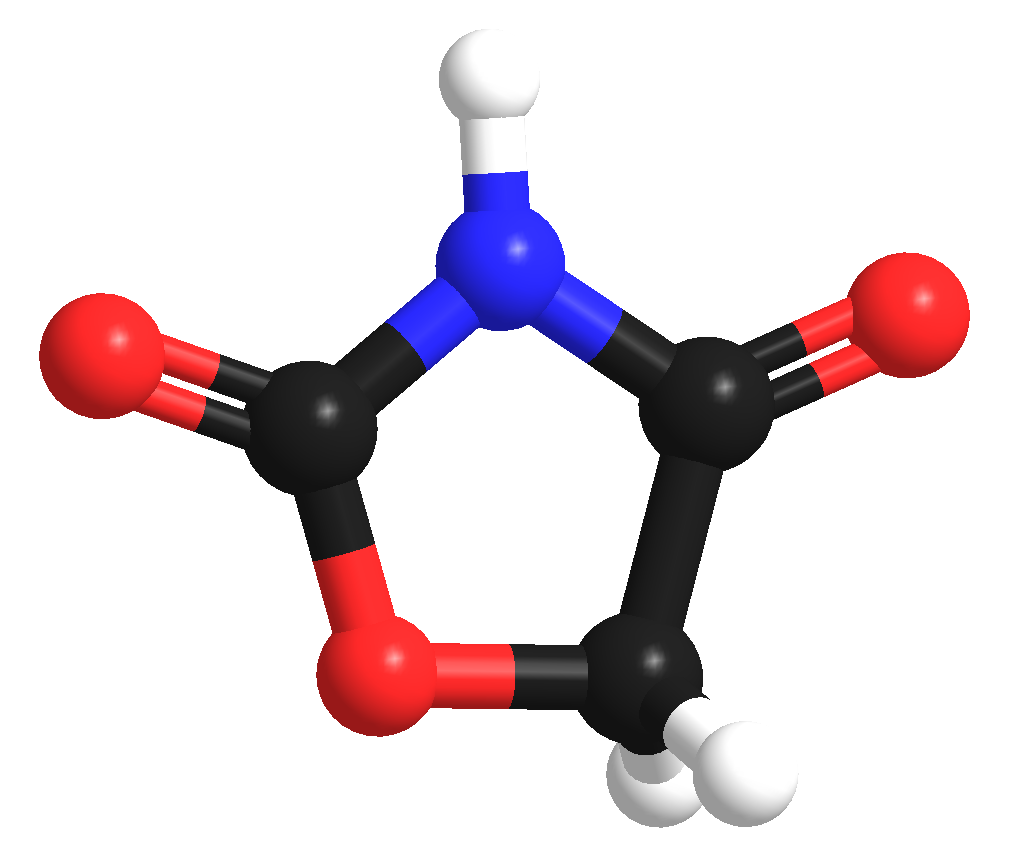
Estructura de la 2,4-Oxazolidindiona.

Las oxazolidindionas son compuestos que tienen una estructura en anillo. Se conocen aproximadamente ciento setenta derivados en los que los radicales R, R' y R" representan hidrógeno, alquilo, aralquilo, arilo o sustituyentes heterocíclicos.

## Química
Las oxazolidindionas se preparan mediante la condensación de N-alquilacetamidas con cloruro de oxalilo. Las oxazolidinedionas se descomponen lentamente a menos que se purifiquen cuidadosamente y se mantengan secas; las que contienen grupos aromáticos son más estables que las que contienen grupos alifáticos.
A diferencia de las hidantoínas, algunas de las 5,5-dialquil-2,4-oxazolidinedionas son potentes agentes hipnóticos. Una característica de notarse en la relación de la constitución química con la actividad anticonvulsiva de las 2,4-oxazolidindionas es la actividad mejorada anti-metrazol® por el grupo metilo en la posición 3 en los compuestos 5-fenilo, 5,5-dimetilo, 5,5-metiletilo, 5,5-metilfenilo y 5,5-etilfenilo.
En modelos animales, las oxazolidinedionas exhiben relaciones estructura-actividad similares. Estos son muy brevemente:
1. La sustitución en carbono-5 por grupos alquilo pequeños da como resultado sustancias con mayor actividad anti Metrazol
2. Grupos fenilo en el carbono-5 da sustancias con actividad anti-MES (maximal electroshock seizures) más potentes.
3. La sustitución en el grupo funcional NH por pequeños grupos alquilo para el Hidrógeno, incrementa la acción anticonvulsiva principalmente en la prueba de Metrazol.[4]

## Importancia biomédica
Las oxazolidindionas fueron un grupo de importantes agentes terapéuticos contra las crisis de ausencia (petit mal), y poseen un considerable interés histórico porque abrieron una nueva era en la farmacoterapia para la epilepsia.

## Fármacos derivados de la oxazolidinediona
Aunque estos fármacos ya han sido superados por otros mejores, algunos siguen siendo objeto de investigación.
- Trimetadiona. Fue el primer agente de esta categoría.
- Dimetadiona. Éste compuesto es el metabolito activo de la trimetadiona.
- Etadiona
- Parametadiona